# Cariewszczina
Cariewszczina (ros. Царевщина) – wieś (sieło) w Rosji, w obwodzie saratowskim, w rejonie bałtajskim. W 2010 liczyła 1505 mieszkańców.